# (417634) 2006 XG1
2006 أكس جي 1 (ويعرف أيضًا باسم (417634) 2006 أكس جي 1 وفق تسمية الكوكب الصغير) (بالإنجليزية: 2006 XG1)‏ هو كويكب ضمن حزام الكويكبات؛ وترتيبه 417634 من حيث الاكتشاف.
اكتُشف هذا الجُرم الفلكي بواسطة ماسح السماء كاتالينا في 11 ديسمبر 2006.

## وصلات خارجية
- (417634) 2006 XG1 في قاعدة بيانات مختبر الدفع النفاث لأجرام النظام الشمسي الصغيرة

- الاكتشاف · مخطط المدار ·  العناصر المدارية · المعلمات المادية

- (417634) 2006 XG1 على موقع ويكي سكاي: DSS2, SDSS, GALEX, IRAS, Hydrogen α, X-Ray, Astrophoto, Sky Map, Articles and images